# جيمس كير (سياسي)
جيمس كير (بالإنجليزية: James Kerr)‏ هو سياسي أمريكي، ولد في 2 أكتوبر 1851 في الولايات المتحدة، وتوفي في 31 أكتوبر 1908 بنيويورك في الولايات المتحدة. حزبياً، نشط في الحزب الديمقراطي. وقد انتخب عضو مجلس ولاية بنسيلفانيا وانتخب عضو مجلس النواب الأمريكي.